# Volta a Catalunya de 1955
La Volta a Catalunya de 1955 fou la 35a edició de la Volta a Catalunya. La prova es disputà en 11 etapes entre el 3 i l'11 de setembre de 1955, amb un total de 1.447 km. El vencedor final fou José Gómez del Moral.

## Recorregut
El recorregut d'aquesta edició presenta les mateixes etapes que l'edició precedent, i es tornen a fer una etapa amb doble sector, recorrent bona part dels territoris de parla catalana, ja que es passa per la Catalunya del Nord, el País Valencià i Andorra. Es disputa una contrarellotge individual en el segon sector de la setena etapa, entre Vinaròs i Tortosa. Per la cinquena etapa s'organitza una autèntica etapa reina de muntanya, entre Perpinyà i Les Escaldes, amb el pas pels colls de Montlluís, Pimorent i l'Envalira. 95 són els ciclistes inscrits per prendre la sortida, 75 espanyols i 20 estrangers.

## La cursa
Tot i no guanyar cap de les etapes el clar vencedor fou l'andalús José Gómez del Moral, que s'imposà amb més d'onze minuts sobre l'immediat perseguidor, el mallorquí Gabriel Company. En tercera posició acabà Emilio Rodríguez. Gómez del Moral demostrà ser el ciclista més regular, obtenint bons resultats en etapes en què s'aconseguiren grans diferències, com la cinquena i, sobretot, el primer sector de la setena, quan va treure més de 26' al fins aleshores segon classificat, Federico Martín Bahamontes, gràcies a un atac de tot l'equip Minaco i l'apatia que mostraren la resta de favorits.

## Etapes
| Etapa | Data           | Recorregut                                    | km    | Guanyador                   | Líder                      |
| ----- | -------------- | --------------------------------------------- | ----- | --------------------------- | -------------------------- |
| 1a    | 3 de setembre  | Sabadell - Tibidabo (Barcelona)               | 100,0 | Alfred Esmatges (ESP)       | Alfred Esmatges (ESP)      |
| 2a    | 4 de setembre  | Montjuïc - Montjuïc                           | 46,0  | Gabriel Company (ESP)       | Gabriel Company (ESP)      |
| 3a    | 4 de setembre  | Barcelona - Mataró                            | 100,0 | Vicent Iturat (ESP)         | Vicent Iturat (ESP)        |
| 4a    | 5 de setembre  | Mataró - Perpinyà                             | 177,0 | Josep Mateo (ESP)           | Francisco Moreno (ESP)     |
| 5a    | 6 de setembre  | Perpinyà - Les Escaldes (AND)                 | 172,0 | Miquel Pacheco (ESP)        | José Gómez del Moral (ESP) |
| 6a    | 7 de setembre  | Les Escaldes (AND) - Valls                    | 209,0 | Jesús Loroño (ESP)          | José Gómez del Moral (ESP) |
| 7a A  | 8 de setembre  | Valls - Vinaròs                               | 156,0 | Miquel Gual (ESP)           | José Gómez del Moral (ESP) |
| 7a B  | 8 de setembre  | Vinaròs - Tortosa (CRI)                       | 50,0  | Federico M.Bahamontes (ESP) | José Gómez del Moral (ESP) |
| 8a    | 9 de setembre  | Tortosa - Reus                                | 131,0 | Jesús Loroño (ESP)          | José Gómez del Moral (ESP) |
| 9a    | 10 de setembre | Reus - Vilanova i la Geltrú                   | 112,0 | Salvador Botella (ESP)      | José Gómez del Moral (ESP) |
| 10a   | 10 de setembre | Aut. Terramar - Aut. Terramar (S.P. de Ribes) | 60,0  | Franco Giacchero (ITA)      | José Gómez del Moral (ESP) |
| 11a   | 11 de setembre | Vilanova i la Geltrú - Barcelona              | 113,0 | Federico M.Bahamontes (ESP) | José Gómez del Moral (ESP) |

### Etapa 1. Sabadell - Barcelona. 100,0 km
|   | Ciclista                   | Equip       | Temps      |
| - | -------------------------- | ----------- | ---------- |
| 1 | Alfred Esmatges            | PC Nicky's  | 2h 37' 35" |
| 2 | Gabriel Company            | Minaco      | m. t.      |
| 3 | Federico Martín Bahamontes | Peña Solera | m. t.      |

|   | Ciclista                   | Equip       | Temps      |
| - | -------------------------- | ----------- | ---------- |
| 1 | Alfred Esmatges            | PC Nicky's  | 2h 37' 35" |
| 2 | Gabriel Company            | Minaco      | m. t.      |
| 3 | Federico Martín Bahamontes | Peña Solera | m. t.      |

### Etapa 2. Barcelona - Barcelona. 46,0 km
| Resultats de la 2a etapa \| \| Ciclista \| Equip \| Temps \| \| - \| --------------- \| ------ \| ---------- \| \| 1 \| Gabriel Company \| Minaco \| 1h 09' 37" \| \| 2 \| Marcel Dussault \| \| m. t. \| \| 3 \| Ugo Massocco \| \| m. t. \| |                 |        |            |
| | Ciclista        | Equip  | Temps      |
| 1 | Gabriel Company | Minaco | 1h 09' 37" |
| 2 | Marcel Dussault |        | m. t.      |
| 3 | Ugo Massocco    |        | m. t.      |

### Etapa 3. Barcelona - Mataró. 100,0 km
|   | Ciclista         | Equip           | Temps      |
| - | ---------------- | --------------- | ---------- |
| 1 | Vicent Iturat    | R.C.D. Espanyol | 2h 47' 43" |
| 2 | Francisco Moreno | Gamma           | + 03"      |
| 3 | Marcel Dussault  |                 | + 05"      |

|   | Ciclista         | Equip           | Temps      |
| - | ---------------- | --------------- | ---------- |
| 1 | Vicent Iturat    | R.C.D. Espanyol | 6h 35' 04" |
| 2 | Marcel Dussault  |                 | + 06"      |
| 3 | Francisco Moreno | Gamma           | + 25"      |

### Etapa 4. Mataró - Perpinyà. 177,0 km
|   | Ciclista      | Equip           | Temps      |
| - | ------------- | --------------- | ---------- |
| 1 | Josep Mateo   | PC Nicky's      | 4h 43' 47" |
| 2 | Bernardo Ruiz | R.C.D. Espanyol | + 11"      |
| 3 | René Marigil  | Peña Solera     | m. t.      |

|   | Ciclista         | Equip           | Temps       |
| - | ---------------- | --------------- | ----------- |
| 1 | Francisco Moreno | Gamma           | 11h 19' 27" |
| 2 | Alfred Esmatges  | PC Nicky's      | + 01' 21"   |
| 3 | Bernardo Ruiz    | R.C.D. Espanyol | + 01' 49"   |

### Etapa 5. Perpinyà - Les Escaldes. 177,0 km
|   | Ciclista                   | Equip            | Temps      |
| - | -------------------------- | ---------------- | ---------- |
| 1 | Miquel Pacheco             | U.C. Terrassa    | 5h 21' 06" |
| 2 | Jesús Loroño               | B.C. Villafranca | + 02' 34"  |
| 3 | Federico Martín Bahamontes | Peña Solera      | + 06' 46"  |

|   | Ciclista                   | Equip       | Temps       |
| - | -------------------------- | ----------- | ----------- |
| 1 | José Gómez del Moral       | Minaco      | 16h 51' 37" |
| 2 | Federico Martín Bahamontes | Peña Solera | + 01' 49"   |
| 3 | Alfred Esmatges            | PC Nicky's  | + 01' 59"   |

### Etapa 6. Les Escaldes - Valls. 209,0 km
|   | Ciclista               | Equip            | Temps      |
| - | ---------------------- | ---------------- | ---------- |
| 1 | Jesús Loroño           | B.C. Villafranca | 5h 17' 45" |
| 2 | Antonio Jiménez Quílez | U. V. Granadina  | m. t.      |
| 3 | Ugo Massocco           |                  | + 34"      |

|   | Ciclista                   | Equip           | Temps       |
| - | -------------------------- | --------------- | ----------- |
| 1 | José Gómez del Moral       | Minaco          | 22h 09' 56" |
| 2 | Federico Martín Bahamontes | Peña Solera     | + 01' 49"   |
| 3 | Antonio Jiménez Quílez     | U. V. Granadina | + 03' 35"   |

### Etapa 7. (7A Valls - Vinaròs 156 km) i (7B Vinaròs - Tortosa 50 km CRI)
|   | Ciclista       | Equip      | Temps      |
| - | -------------- | ---------- | ---------- |
| 1 | Miquel Gual    | Minaco     | 4h 17' 12" |
| 2 | Antoni Castell |            | m. t.      |
| 3 | Alfonso García | PC Nicky's | m. t.      |

|   | Ciclista                   | Equip       | Temps      |
| - | -------------------------- | ----------- | ---------- |
| 1 | Federico Martín Bahamontes | Peña Solera | 1h 15' 37" |
| 2 | Walter Serena              | Berkel      | + 09"      |
| 3 | Josep Mateo                | PC Nicky's  | + 53"      |

|   | Ciclista        | Equip     | Temps      |
| - | --------------- | --------- | ---------- |
| 1 | Gabriel Company | Minaco    | 5h 36' 04" |
| 2 | Nino Assirelli  | Barcelona | + 08"      |
| 3 | Miquel Gual     | Minaco    | + 19"      |

|   | Ciclista             | Equip  | Temps       |
| - | -------------------- | ------ | ----------- |
| 1 | José Gómez del Moral | Minaco | 27h 47' 58" |
| 2 | Gabriel Company      | Minaco | + 13' 03"   |
| 3 | Emilio Rodríguez     | Berkel | + 15' 14"   |

### Etapa 8. Tortosa - Reus. 131,0 km
|   | Ciclista        | Equip            | Temps     |
| - | --------------- | ---------------- | --------- |
| 1 | Jesús Loroño    | B.C. Villafranca | 56' 26"   |
| 2 | Remo Pianezzi   | Faema            | + 35"     |
| 3 | Alfred Esmatges | PC Nicky's       | + 01' 32" |

|   | Ciclista             | Equip  | Temps       |
| - | -------------------- | ------ | ----------- |
| 1 | José Gómez del Moral | Minaco | 32h 09' 53" |
| 2 | Gabriel Company      | Minaco | + 13' 03"   |
| 3 | Emilio Rodríguez     | Berkel | + 15' 14"   |

### Etapa 9. Reus - Vilanova i la Geltrú. 112,0 km
|   | Ciclista         | Equip            | Temps      |
| - | ---------------- | ---------------- | ---------- |
| 1 | Salvador Botella | R.C.D. Espanyol  | 2h 54' 10" |
| 2 | Cosme Barrutia   | B.C. Villafranca | + 49"      |
| 3 | Antonio Bertrán  | PC Nicky's       | + 02' 53"  |

|   | Ciclista             | Equip  | Temps       |
| - | -------------------- | ------ | ----------- |
| 1 | José Gómez del Moral | Minaco | 35h 16' 03" |
| 2 | Gabriel Company      | Minaco | + 13' 03"   |
| 3 | Emilio Rodríguez     | Berkel | + 15' 14"   |

### Etapa 10. Autòdrom de Terramar. 60,0 km
|   | Ciclista         | Equip            | Temps      |
| - | ---------------- | ---------------- | ---------- |
| 1 | Franco Giacchero |                  | 1h 27' 25" |
| 2 | Jesús Galdeano   | B.C. Villafranca | + 02"      |
| 3 | Joan Escolà      | R.C.D. Espanyol  | m. t.      |

|   | Ciclista             | Equip  | Temps       |
| - | -------------------- | ------ | ----------- |
| 1 | José Gómez del Moral | Minaco | 36h 46' 29" |
| 2 | Gabriel Company      | Minaco | + 13' 03"   |
| 3 | Emilio Rodríguez     | Berkel | + 15' 14"   |

### Etapa 11. Vilanova i la Geltrú - Barcelona. 113,0 km
|   | Ciclista                   | Equip       | Temps      |
| - | -------------------------- | ----------- | ---------- |
| 1 | Federico Martín Bahamontes | Peña Solera | 3h 02' 49" |
| 2 | Ugo Massocco               |             | + 54"      |
| 3 | André Brulé                |             | m. t.      |

|   | Ciclista             | Equip  | Temps       |
| - | -------------------- | ------ | ----------- |
| 1 | José Gómez del Moral | Minaco | 39h 52' 59" |
| 2 | Gabriel Company      | Minaco | + 11' 03"   |
| 3 | Emilio Rodríguez     | Berkel | + 13' 14"   |

## Classificació final
| Pos. | Ciclista                         | Club                  | Temps       |
| ---- | -------------------------------- | --------------------- | ----------- |
| 1    | José Gómez del Moral (ESP)       | Minaco                | 39h 52' 59" |
| 2    | Gabriel Company (ESP)            | Minaco                | + 11' 03"   |
| 3    | Emilio Rodríguez (ESP)           | Berkel                | + 13' 14"   |
| 4    | André Brulé (FRA)                | França                | + 18' 49"   |
| 5    | Federico Martín Bahamontes (ESP) | Peña Solera           | + 19' 47"   |
| 6    | Antonio Jiménez Quílez (ESP)     | U. V. Granadina       | + 23' 16"   |
| 7    | Francisco Moreno (ESP)           | Gamma                 | + 24' 39"   |
| 8    | Walter Serena (ITA)              | Berkel                | + 25' 06"   |
| 9    | Bernardo Ruiz (ESP)              | R.C.D. Espanyol       | + 27' 43"   |
| 10   | Joan Crespo (ESP)                | Peña Ciclista Nicky's | + 27' 54"   |

## Classificacions secundàries
| Pos. | Ciclista                         | Equip          | Punts |
| ---- | -------------------------------- | -------------- | ----- |
| 1    | Federico Martín Bahamontes (ESP) | Peña Solera    | 31    |
| 2    | Emilio Hernán Díaz (ESP)         | Peña Grande    | 25    |
| 3    | Miquel Pacheco (ESP)             | U. C. Terrassa | 19    |

| Pos. | Equip           | Temps        |
| ---- | --------------- | ------------ |
| 1    | Minaco          | 120h 30' 13" |
| 2    | PC Nicky's      | + 46' 17"    |
| 3    | R.C.D. Espanyol | + 1h 04' 16" |